# Callosciurus pygerythrus
Callosciurus pygerythrus is een zoogdier uit de familie van de eekhoorns (Sciuridae). De wetenschappelijke naam van de soort werd voor het eerst geldig gepubliceerd door I. Geoffroy Saint Hilaire in 1832.

## Voorkomen

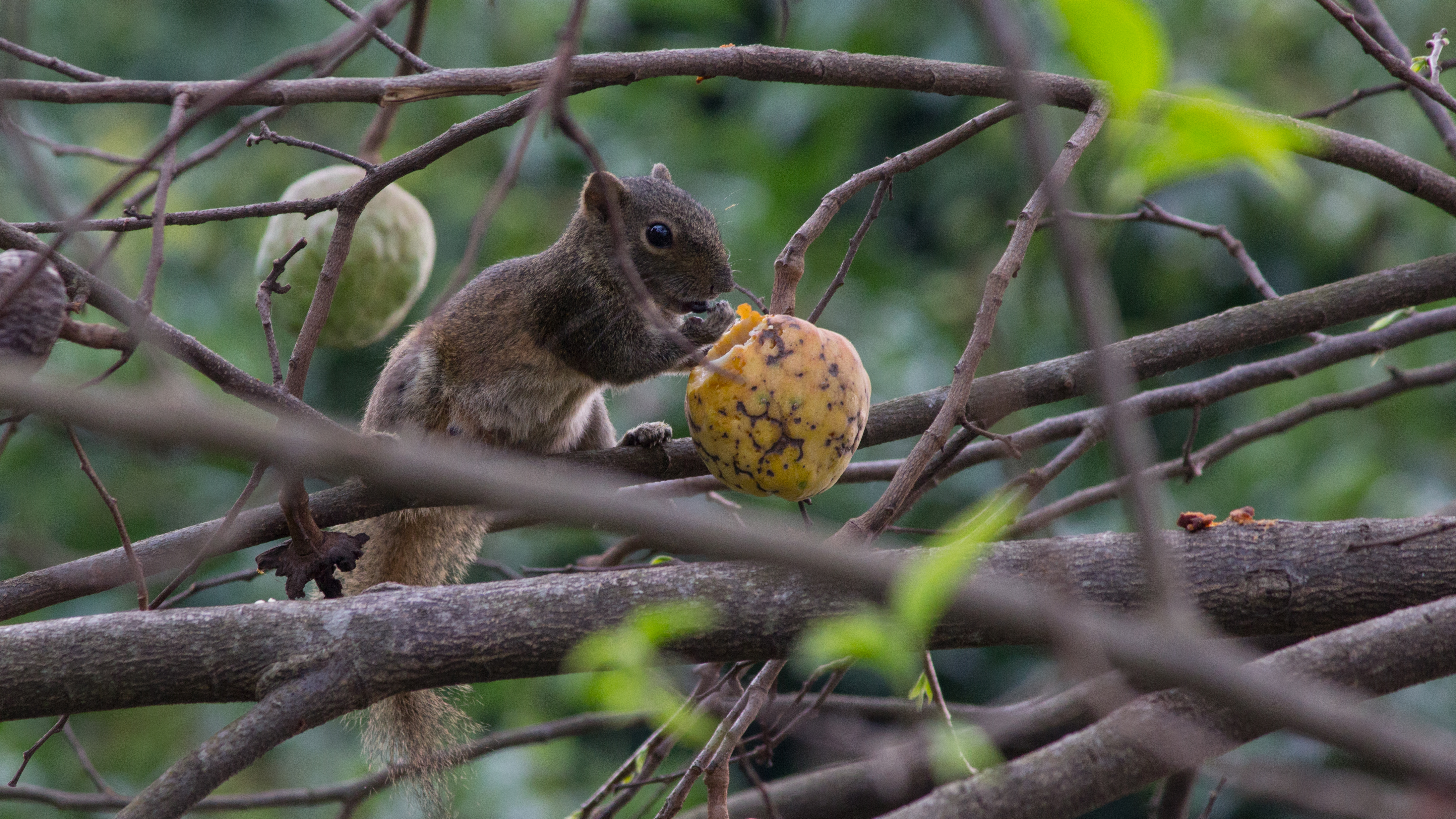

De soort komt voor in Bangladesh, China, India, Myanmar en Nepal.